# Петипа, Мариус Мариусович
Ма́риус Ма́риусович Петипа́ (1850—1919) — российский драматический актёр.

## Биография
Родился в 1850 году. Его родители: знаменитый  танцовщик, впоследствии балетмейстер Мариус Иванович Петипа и Тереза Бурден. Отношения родителей не переросли в семью, и они очень скоро расстались. Однако отец, у которого всего было 9 детей, не бросал ни одного своего ребёнка и всем помог подготовиться к артистической деятельности и выйти на сцену. Мариус Мариусович, получивший своё имя в честь отца, был его первенцем, старшим ребёнком.
Поначалу окончил Санкт-Петербургское коммерческое училище. Однако по окончании училища в 1871 году дебютировал на театральных подмостках в драматических спектаклях. Свои первые шаги на театральной сцене сделал в провинциальных театрах.
С 1875 по 1888 год работал в Александринском театре. Это был период, когда на сцене Александринки властвовала оперетта, и Мариус Мариусович, обладая неплохими вокальными данными, с успехом исполнял роли Анжа Питу («Дочь рынка»), Пигмалиона («Прекрасная Галатея») и др. Позже М. М. Петипа обратился к драматическим ролям. Он блистал в образах первых любовников, фатов и резонёров. Но в 1886 году у него возникли недоразумения с дирекцией, и через какое-то время ему пришлось выйти в отставку и, покинув императорскую сцену, вновь работать в провинции. С ним вместе работала и его супруга драматическая актриса Лидия Петровна Петипа (урождённая Евстафьева).
Далее работал в частных театрах как провинции, так и в Москве: в 1886 году становится режиссёром и главным администратором в Ораниенбаумском театре; в сезон 1890/1891 в театре Е. Н. Горевой в Москве, в 1915/1917 гг. в Камерном театре. В конце 1916 года он поставил на сцене Камерного театра пьесу Сэма Бенелли «Ужин шуток».
Гастролировал с труппами по российской глубинке. До сих пор сохранены воспоминания в старых газетах с хвалебными отзывами о работах Мариуса Мариусовича Петипа в разных городах: Барнауле, Владикавказе, Казани, Омске, Саратове, Тамбове и других городах.
Жизнь артистов частных театров была ещё тяжелее, чем при императорских театрах, и в отличие от государственных казённых сцен, очень зависела от доходов со спектаклей. Сайт города Витебска рассказывает, как однажды летом 1891 года труппа организовала гастроли в Витебск, однако почти в стотысячном городе не было продано ни одного билета на все объявленные гастрольные спектакли! Разобидевшийся Мариус Мариусович решил немедленно покинуть город, не давая в нём ни одного представления, и больше никогда в жизни не заезжал в этот город.
Мариус Мариусович обладал умением красиво носить костюмы и фраки, у него была пленительная внешность; всё это делало его идеальным актёром на амплуа героев-любовников и фатов. Например, роль Фигаро Петипа с успехом исполнял в разных театрах и в разное время: в 1883 году в Александринском театре, в 1890 году в театре Горевой, в 1915 году в Камерном театре.
Критика писала о нем: «Обладал прекрасными сценическими данными, изяществом, умением красиво носить костюм. Был мастером диалога. В его игре видимая легкость, эффектный рисунок роли сочетались с тщательной проработанностью общего замысла»; «Он в совершенстве владел искусством жеста, движения, блистательно вел диалог, красиво носил костюм. Отмечали, что лучшие создания этого актера достигнуты в комедийном репертуаре, а самые значительные из них Тартюф и Жорж Дорси в „Гувернере“ Дьяченко».
Сценический образ героя-любовника был им привнесён и в личную жизнь; от одного из его романов — с портнихой Марией Казанковой родился сын, ставший не менее популярным драматическим артистом: Николай Мариусович Радин (1872—1935).
С приходом к власти большевиков Мариус выехал на юг, что поставило его в новые условия существования. При поддержке Екатеринодарского отделения Русского музыкального общества (РМО) он в конце 1918 г. уже начал давать платные уроки сценического искусства в г. Екатеринодаре для всех желающих, о чем сообщалось в областной прессе.
Скончался 30 декабря 1919 года в Армавире от сыпного тифа.

## Роли в театре
- 1879 — «Дикарка» А. Н. Островского — Вершинский
- 1880, 1890 — «Дон Жуан» Мольера — Дон Жуан
- 1881 — «Блажь» А. Н. Островского — Баркалов
- 1882 — «Таланты и поклонники» А. Н. Островского — Бакин
- 1883 — «Красавец-мужчина» А. Н. Островского — Окоёмов
- 1883, 1890, 1915 — «Женитьба Фигаро» Бомарше — Фигаро[5]
- 1877— «Последняя жертва» А. Н. Островского — Дульчин
- 1884 — «Без вины виноватые» А. Н. Островского — Незнамов
- 1885 — «Не от мира сего» А. Н. Островского — Кочуев
- «Ревизор» Н. В. Гоголя — Хлестаков
- «Сирано де Бержерак» Э. Ростана — Сирано
- «Много шума из ничего» Шекспира — Клавдио
- 1889 — «Дон Карлос» Шиллера — Поза
- 1915 — «Тартюф, или Обманщик» — Тартюф (Театр «Эрмитаж»)
- «Гувернер» В. А. Дьяченко — Жорж Дорси[14]
- «Ромео и Джульетта» Шекспира — Меркуцио[9]